# ICarly (jogo eletrônico)
iCarly: The Videogame é um videogame de aventura baseado na série de mesmo nome, lançado para Wii e Nintendo DS. Foi desenvolvido pela Human Soft (versão para Wii) e Blitz Games (versão para Nintendo DS), e lançado em 20 de outubro de 2009.

## História
Tudo começou num dia em que a tripulação deveria fazer um show com um vídeo que o Spencer fez, mas eles não conseguiram encontrá-lo. Então para o próximo show, todos os vídeos foram apagados. Foi quando a verdade vem à tona: Nevel invadiu o show! Agora, você deve ajudar o elenco a terminar seus webisódios para que eles possam parar o plano maligno recente do menino.